# Décimo Junio Bruto Galaico
Décimo Junio Bruto Galaico (en latín, Decimus Iunius M. f. M. n. Brutus Callaico; 180 a. C.-113 a. C.) fue un general y político romano. Abuelo de Marco Junio Bruto, dirigió a las tropas romanas en la campaña de conquista del sur de la actual Galicia y norte de Portugal, lo que después sería denominado Gallaecia, y fundó la ciudad de Valencia.

## Biografía
Fue hijo del cónsul del año 178 a. C., Marco Junio Bruto, y hermano de Marco Junio Bruto, el jurista. Fue contemporáneo de los Gracos y uno de los más importantes generales del partido aristocrático.
Fue cónsul en el año 138 a. C. junto con Publio Cornelio Escipión Nasica Serapión y se distinguió por su oposición a los tribunos de la plebe. Rechazó llevar al Senado una propuesta para comprar grano para el pueblo. Cuando los tribunos pidieron poder para eximir a diez personas de los deberes militares, les rehusó este privilegio y fue secundado por su colega. Debido a esto fueron llevados a prisión por el tribuno Cayo Curiacio.

## Conquista de Gallaecia
Después, le fue asignada la provincia de Hispania Ulterior, a donde se dirigió ese mismo año. Después del sometimiento de la resistencia lusitana encabezada por Viriato, a quien el sucesor de Bruto, Quinto Servilio Cepión, había neutralizado, grupos de asaltantes lusitanos continuaban surgiendo de sus tierras, y Bruto recibió órdenes de encargarse de ellos. El general romano fortificó el puerto atlántico de Olissipo como cuartel general, y operó desde allí durante dos años, una como cónsul y otra como procónsul. Era esta la segunda vez que los romanos penetrarían en la Gallaecia, siendo la primera de ellas una correría realizada por Cepión para castigar a los norteños afines a Viriato.
Junio repelió las incursiones de los lusitanos, pero descubrió que resultaba difícil perseguir a enemigos de tan alta movilidad y velocidad, que se movían a placer por la zona de los ríos Guadalquivir, Tajo, Duero y Lete (probablemente el Limia), por lo que se volvió contra sus ciudades y asentamientos para obligarles a defenderlos. El romano arrasó sus ciudades, en las que a menudo encontró mujeres guerreras entre los hombres, y sólo perdonó a los que le cedieron sus bienes. De este modo, siempre ceñido a la costa y portando rehenes de los pueblos sometidos para mayor seguridad, llegó hasta el Lete, que los romanos asociaban con el río mitológico que borraba la memoria de los que cruzaban. Ante el temor de sus hombres, el propio Bruto vadeó el río el primero con el estandarte en la mano y comenzó a llamar a sus tenientes por sus nombres desde a otra orilla, demostrándoles que no había olvidado nada y que podían continuar la campaña.
Más allá de éste río, así como del río Minius, se encontraron en pleno país de los brácaros, que arrebataron las provisiones a la expedición, pero Junio las recuperó y les derrotó, de nuevo teniendo que hacer frente a guerreros de ambos sexos. Poco después, sin embargo, la superstición de sus soldados se impuso al ver la puesta de sol y creer que el astro venía a apagarse a aquel mar, y por ello hubo de dar media vuelta. En esto influyó también, quizá mucho más, tener que lidiar con la sublevación de ciudades que acababan de ser conquistadas, como Talabriga (cerca de la moderna Lamas do Vouga; no confundir con la Talabriga vetona). A esta ciudad la castigó con dureza, exigiéndoles las armas, los desertores romanos, los prisioneros y finalmente la entrega de los propios habitantes, a los que rodeó con su ejército y dio un discurso reprochándoles su deslealtad, para después dejarles volver sanos y salvos, aunque sin sus bienes.
El cronista Orosio menciona que, en una ocasión de esta conquista, Bruto se vio sorprendido por un contingente de 60.000 galaicos, los cuales acudían en ayuda de los lusitanos. A pesar del imponente número de enemigos, el romano habría acabado con 50.000 de ellos y capturado a 6.000, consiguiendo el resto huir de vuelta a sus patrias. Estas cifras, propias de un enemigo tres veces mayor que el ejército consular romano, se consideran muy poco realistas, aunque es posible que alguna batalla de menor envergadura sucediera de veras, como insinúa la consagración de un templo en Roma a una batalla sucedida el 9 de junio de año proconsular de Bruto.
A los veteranos romanos de estas victorias cedería tierras en la Ciudad de los Valientes, Valentia Edetanorum (la actual Valencia), próxima a la, en aquellos tiempos, pujante Sagunto.
En medio de sus éxitos, fue llamado a la provincia de Hispania Citerior para apoyar contra los vacceos a su pariente, Marco Emilio Lépido, y desde allí regresó a Roma donde celebró un triunfo espléndido en el año 136 a. C. por sus victorias sobre los lusitanos y galaicos. En agradecimiento a los dioses, erigió un templo a Marte y Venus cerca del Circo Flaminio.

## Hechos posteriores

La península ibérica en torno al año 100 a. C.

Con el botín obtenido en Hispania, Bruto erigió templos y otros edificios públicos para los cuales el poeta y dramaturgo Lucio Accio realizó inscripciones en verso.
En 129 a. C. sirvió con Cayo Sempronio Tuditano contra los yápidas en Iliria. Por su habilidad militar obtuvo una victoria para el cónsul y compensó las pérdidas que este había tenido a comienzos de la campaña.
En 113 a. C. fue nombrado procónsul de Lusitania, con Cayo Mario, infligiendo severas derrotas a los lusitanos.

## Trascendencia
Las crónicas del historiador Orosio narran la campaña de Bruto en Galicia y Ovidio, el poeta, contó así el encuentro:

por aquel tiempo Bruto tomó como sobrenombre el de su enemigo galaico y tiñó de sangre la tierra hispana.

El paso del río Limia ha dado lugar a una fiesta de recreación histórica, la Festa do Esquecemento.
Bruto fue un mecenas del poeta Lucio Accio y, para su tiempo, estaba muy versado en literatura griega y romana. Tampoco fue deficiente en el talento oratorio.
Sabemos también por Cicerón, que era un buen augur. También menciona a una Clodia en una carta a Ático, por lo que se puede suponer, con toda probabilidad, que era su esposa y la madre del cónsul del año 77 a. C.